# ル・フレンヌ＝シュル＝ロワール
ル・フレンヌ＝シュル＝ロワール （Le Fresne-sur-Loire）は、フランス、ペイ・ド・ラ・ロワール地域圏、ロワール＝アトランティック県にかつて存在したコミューン。

## 地理

県内におけるル・フレンヌ＝シュル＝ロワールの位置

ル・フレンヌ＝シュル＝ロワールはロワール川に面し、メーヌ＝エ＝ロワール県と接している。ロワール川のかつての分流である三日月湖が、市街に沿って伸びている。
周辺のコミューンは、ピエール・ド・ブルターニュ通りを境界としてアングランド（メーヌ＝エ＝ロワール県）、同じ県のコミューンであるラ・シャペル＝サン＝ソヴール、モントルレである。
1999年にINSEEがまとめた順位表によれば、ル・フレンヌ＝シュル＝ロワールは都市的地域に含まれない農村型コミューンである。

## 由来
fresneとは、灰から派生している。ラテン語では同じ意味を持つfraxinusである。
ガロ語での地名はLe Fresnnである。

## 歴史
1789年、アングランド教区は、世俗的にはアンジューに属したが、教会上はナントの影響下にあった。ブルターニュ州の中にあるアングランド教区の通りの名は、フレンヌ通りであった。この通りはモントルレに併合され、1789年から1790年の行政再編の結果ロワール＝アンフェリウール県に入った。
アングランドとの境界部分に人口が集中し、1903年にロワール＝アンフェリウール県はモントルレを分割して新たなコミューンを創設した。フレンヌ通りはル・フレンヌ＝シュル＝ロワールというコミューンとなったが、郵便番号エリアはアングランドと同じままだった。郵便番号の最初の2ケタは県番号を示しており、ロワール＝アトランティック県ならば44であるが、現在もル・フレンヌ＝シュル＝ロワールはメーヌ＝エ＝ロワール県と同じ49である。
2015年4月に行われた交渉や市民集会の数ヵ月後 · 、ル・フレンヌ＝シュル＝ロワールとアングランドが合併してコミューン・ヌーヴェル（fr、サルコジ政権時代に成立したフランス国家領土改革法によって、合併して誕生したコミューンの名称）となり、アングランド＝ル＝フレンヌ＝シュル＝ロワールが誕生することになった。合併によって、新設後の数年間、国がコミューンに交付する行政広域補助金が計画的に削減されるのを相殺することができる。コミューン・ヌーヴェルは2016年1月1日に創設され、メーヌ＝エ＝ロワール県に併合されることになり、2つの旧コミューンは『権限委託コミューン』として変革されることになる · 。

## 人口統計
| 1962年 | 1968年 | 1975年 | 1982年 | 1990年 | 1999年 | 2006年 | 2012年 |
| ------ | ------ | ------ | ------ | ------ | ------ | ------ | ------ |
| 632    | 785    | 804    | 794    | 734    | 699    | 879    | 977    |

source=1999年までLdh/EHESS/Cassini、2004年以降INSEE

## 町並み

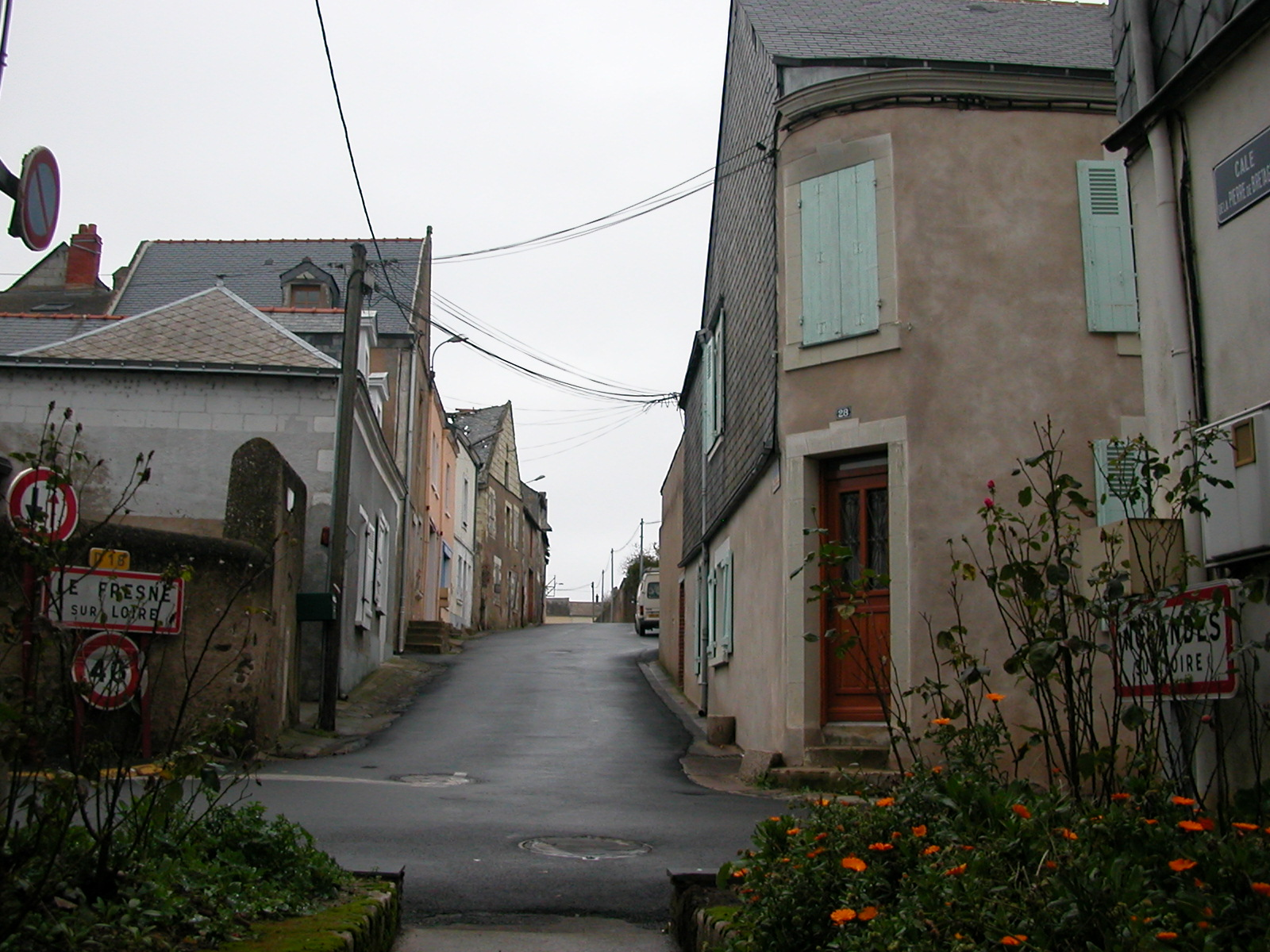
ピエール・ド・ブルターニュ通り
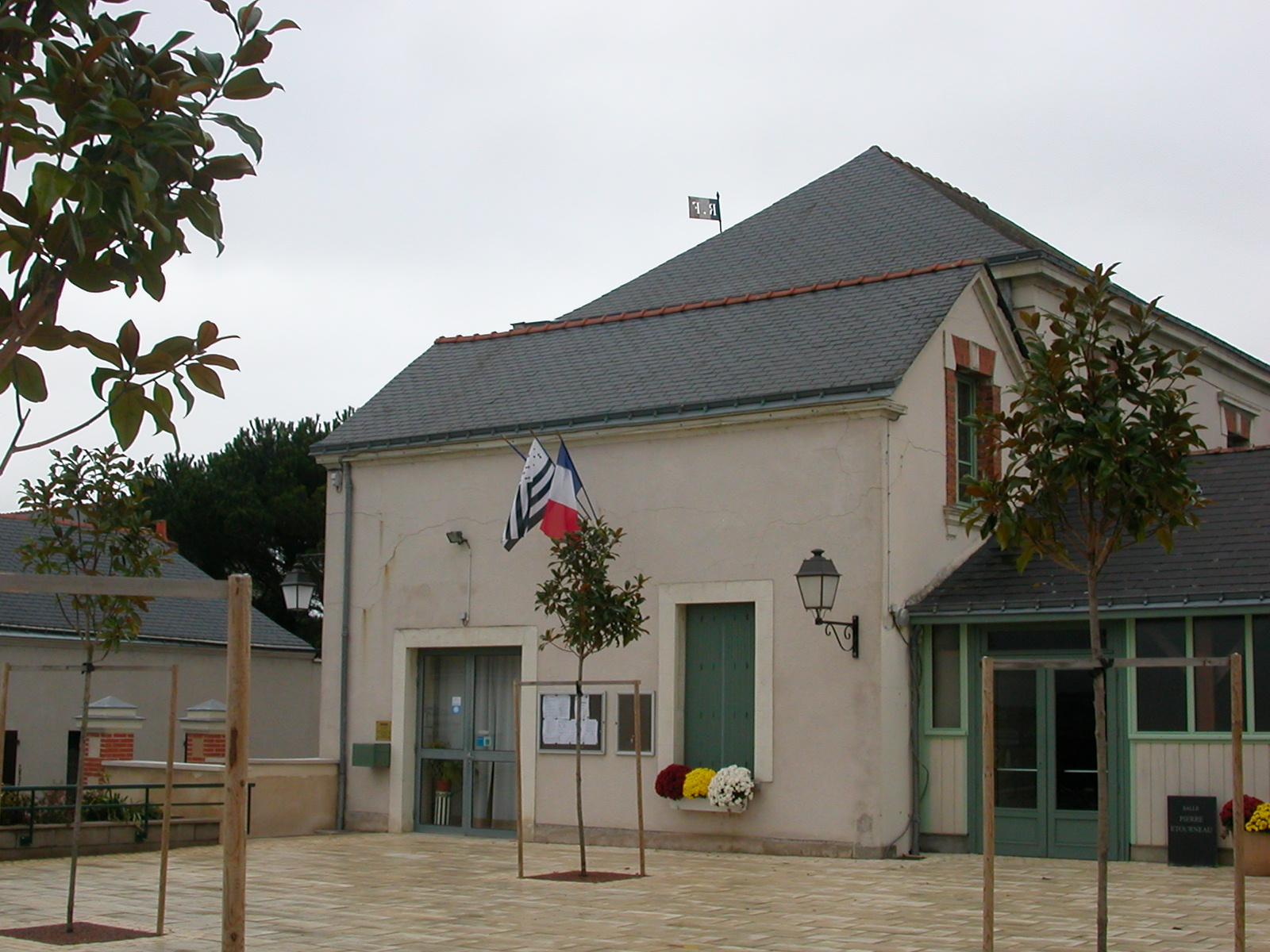
コミューン役場
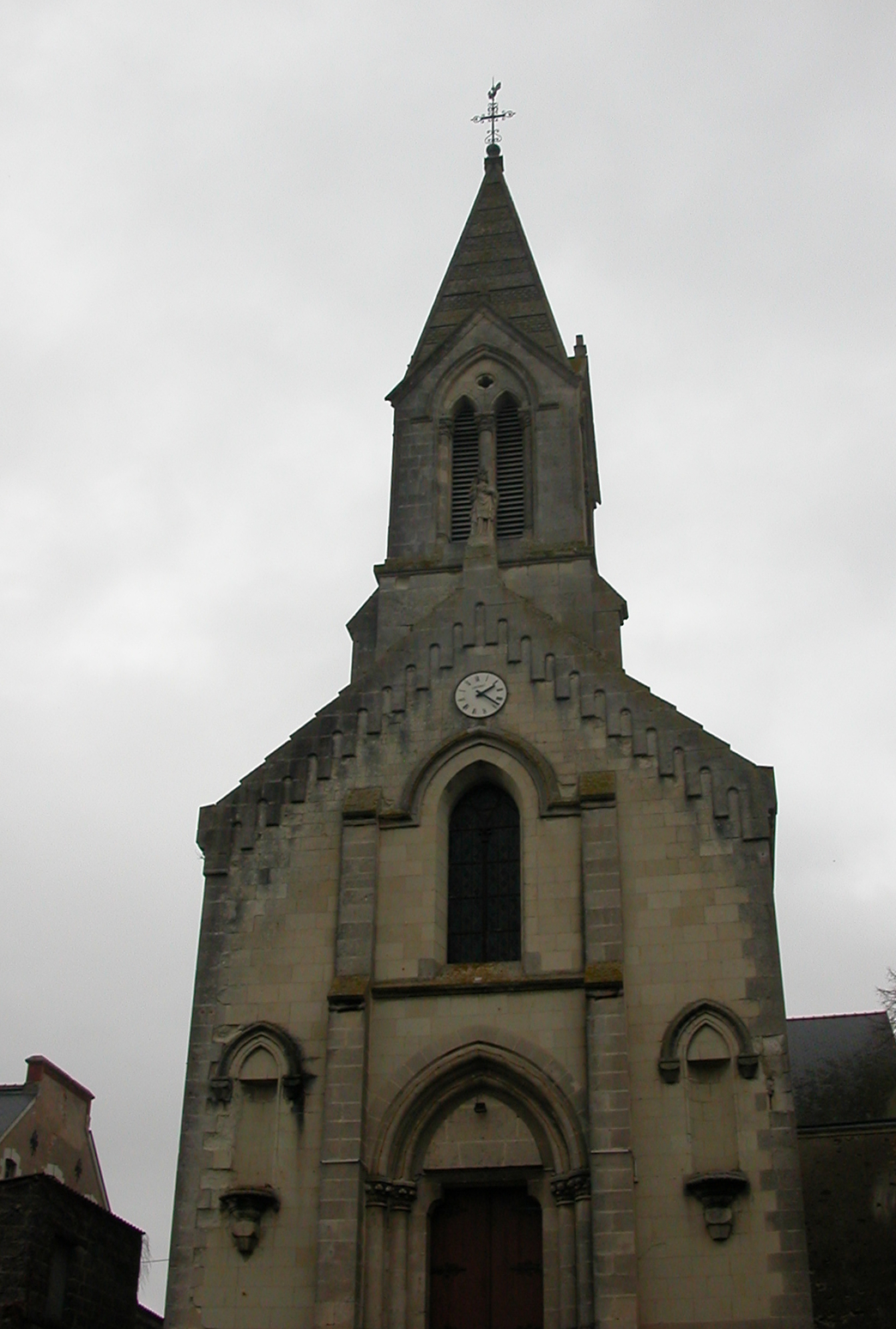
教会
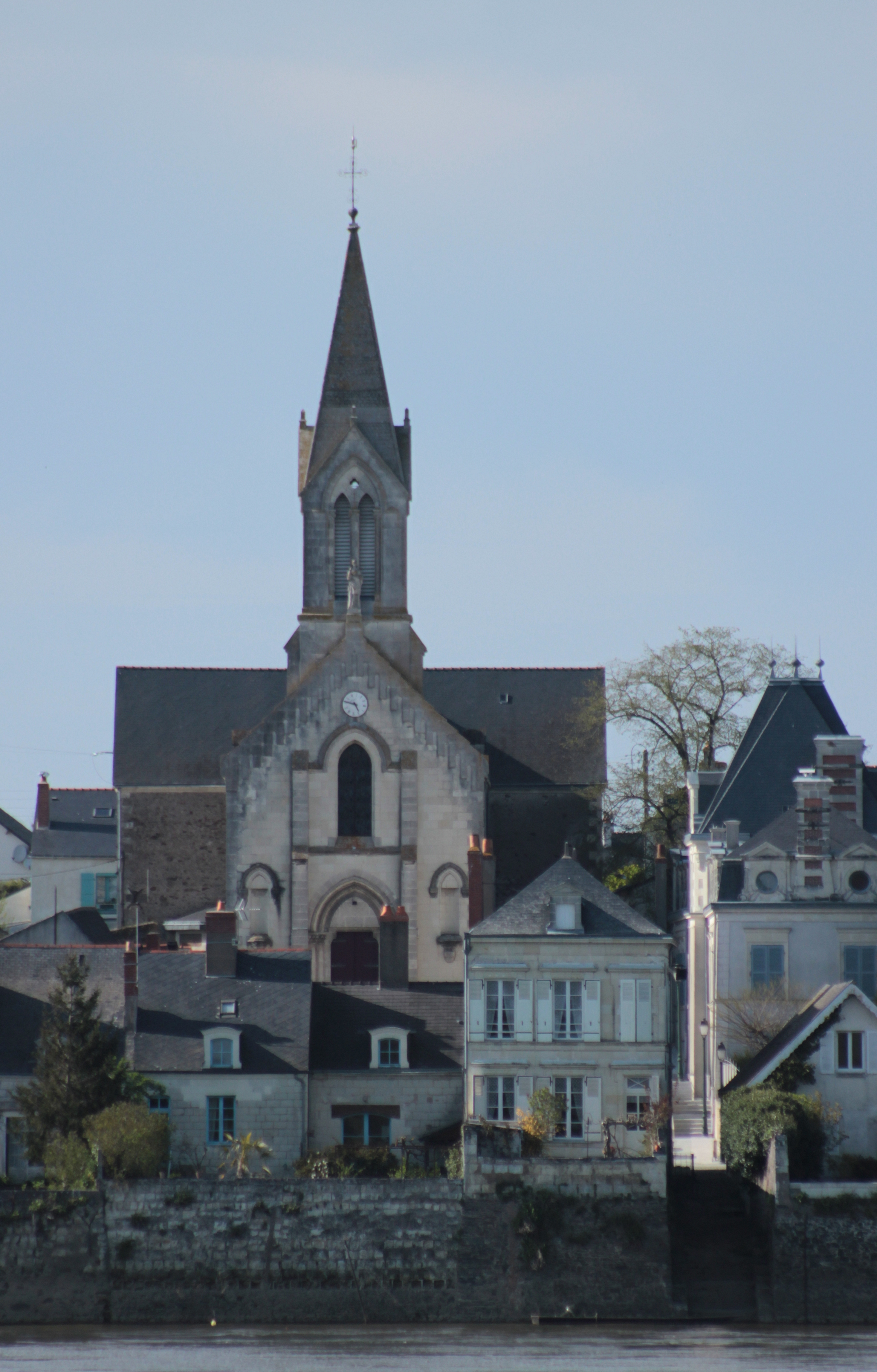
右岸から見た教会
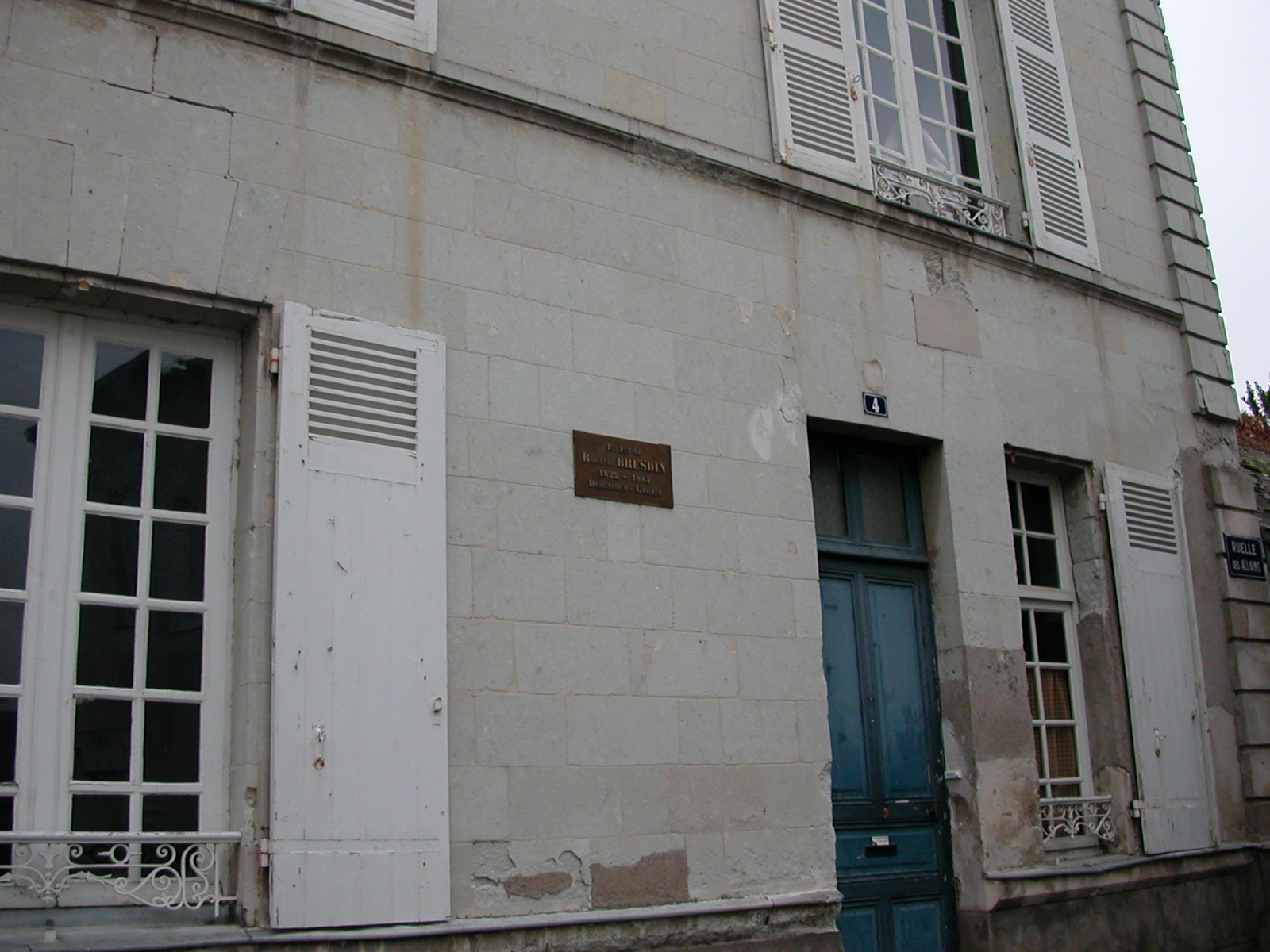
画家ロドルフ・ブレダン生誕の家
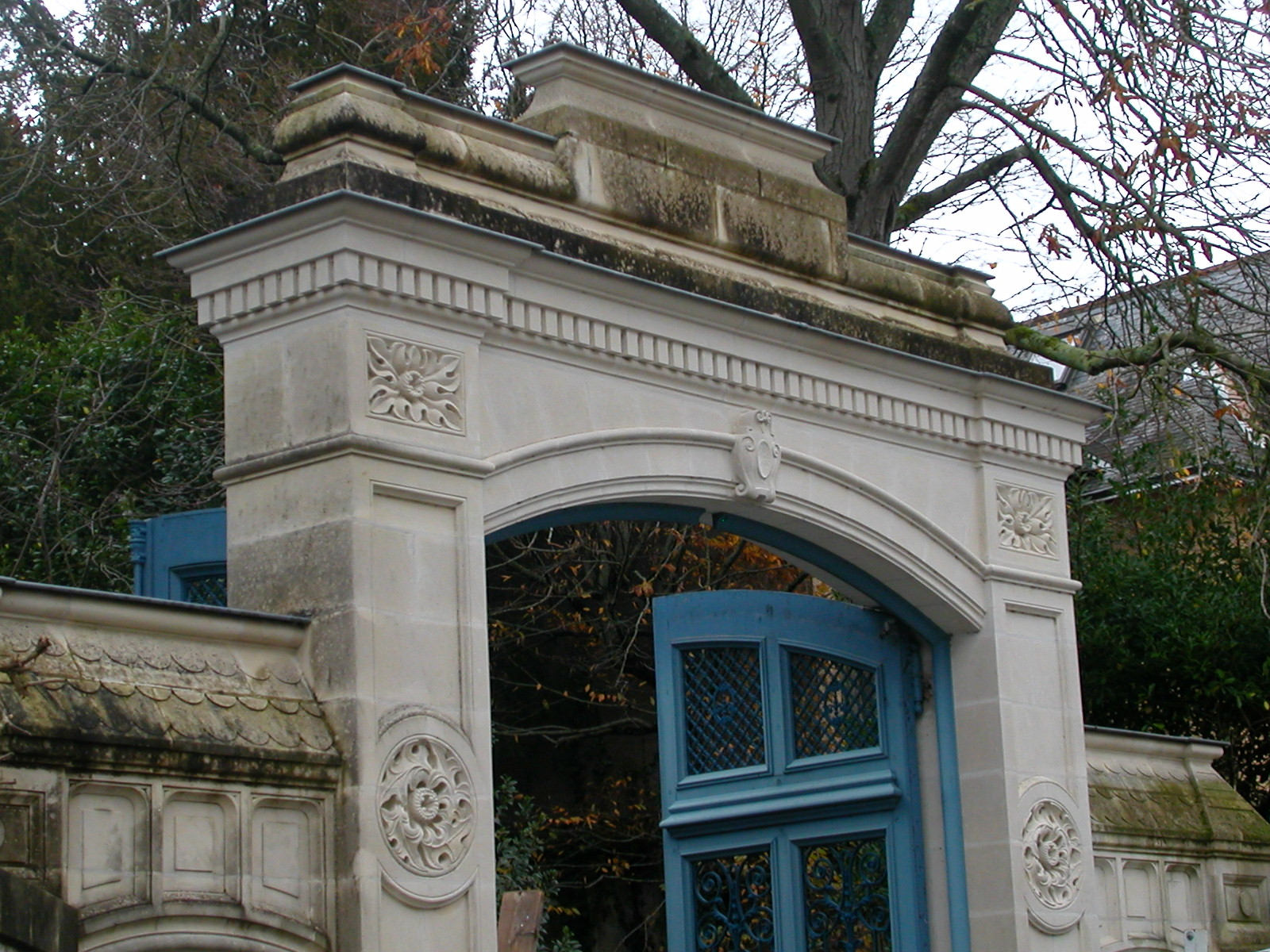
アルマトゥール邸の門
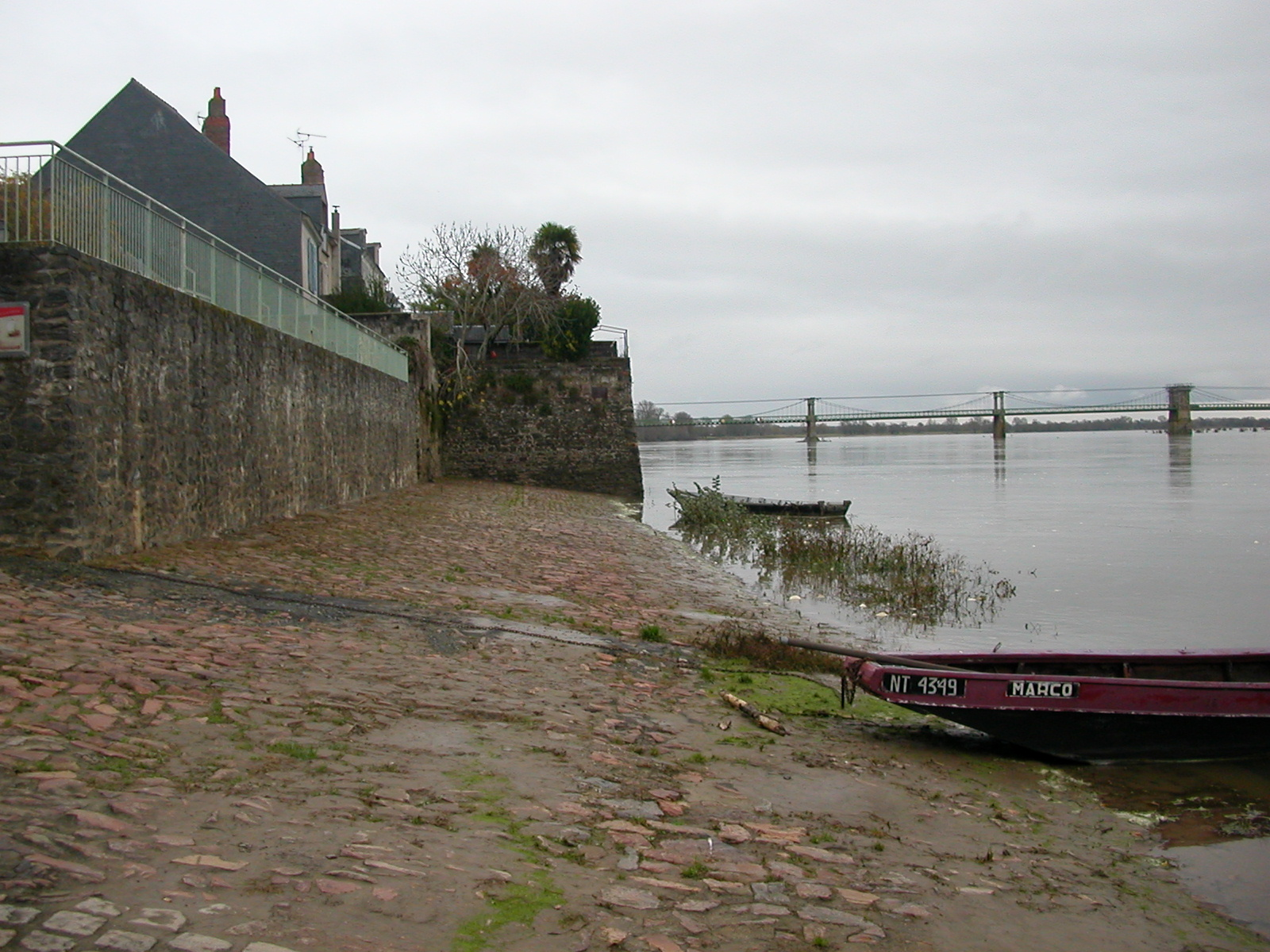
ポン・マチューの傾斜面